# Pavel Charin
Pavel Petrovič Charin (in russo Павел Петрович Харин?; Leningrado, 8 giugno 1927 – 6 marzo 2023) è stato un canoista sovietico, dal 1991 russo.

## Palmarès

### Olimpiadi
- 2 medaglie:
  - 1 oro (Melbourne 1956 nel C2 10000 m)
  - 1 argento (Melbourne 1956 nel C2 1000 m)